# Gõ kiến nâu đỏ
Gecinulus grantia là một loài chim trong họ Picidae.